# 王釧如
王釧如（1955年8月30日—），出生於臺灣臺南市，電影演員，活躍於1970年代至1980年代的臺灣演藝圈，曾出演多部由姚鳳磐執導的鬼片。18歲時以模特身份出道，19歲接演第一部電影《早晨再見》；1976年以時裝鬼片《鬼嫁》大紅。她以銅鈴大眼、冷豔氣質和一頭瀑布般的長髮獲封「鬼后」，與當時的「古典女鬼」秦夢共享齊名。《鬼嫁》是王釧如第一次出演的鬼片，憑藉該片的成功，令她在演藝生涯順利轉型，從文藝片二線女星晉升為鬼片一線女星。1984年與蔡辰洋結婚後淡出演藝圈，二人育有一子。十信案爆發後，考慮到下一代的成長環境，決定遠離風暴中心而移居加拿大溫哥華。

## 電影
| 上映年份 | 電影名                                                                     | 角色   |
| 1973年   | 早晨再見（又名《浪》）                                                     |        |
| 1974年   | 從地獄來的女人                                                             |        |
| 1975年   | 豪門怨男                                                                   |        |
| 1976年   | 蝴蝶谷                                                                     |        |
| 1976年   | 咖啡，美酒，檸檬汁                                                         |        |
| 1976年   | 落葉飄飄                                                                   |        |
| 1976年   | 月牙兒                                                                     | 霍秀娘 |
| 1976年   | 鬼嫁                                                                       |        |
| 1977年   | 舊鎖（又名《殘燈幽靈三更天》）                                             | 美枝   |
| 1977年   | 又是風起時                                                                 |        |
| 1977年   | 女生追男生                                                                 |        |
| 1977年   | 滿山花開一片情                                                             |        |
| 1977年   | 荒園草夢                                                                   |        |
| 1977年   | 殘月陰風吹古樓                                                             |        |
| 1977年   | 子夜歌                                                                     |        |
| 1978年   | 血夜花                                                                     |        |
| 1978年   | 天涯未歸人                                                                 |        |
| 1978年   | 新安平追想曲                                                               |        |
| 1978年   | 太空式的愛情                                                               |        |
| 1978年   | 好女十八變（又名《晴時多雲偶陣雨》）                                       |        |
| 1979年   | 古厝夜語（又名《招魂》、《夜冷空樓》、《月冷空樓》，一度誤植「古厝夜雨」） | 秋雲   |
| 1979年   | 樓上樓下                                                                   |        |
| 1979年   | 成功嶺上                                                                   |        |
| 1979年   | 夜晚空樓                                                                   |        |
| 1979年   | 夜變（又名《幽谷夜變》）                                                   |        |
| 1980年   | 女兒心                                                                     |        |
| 1980年   | 雨中鳥                                                                     |        |
| 1980年   | 風雨人家                                                                   |        |
| 1980年   | 不如歸去                                                                   |        |
| 1980年   | 瘋狂大追求                                                                 |        |
| 1980年   | 愛的小草（又名《愛的小花》）                                               |        |
| 1980年   | 討厭鬼                                                                     |        |
| 1980年   | 女鬼孽情                                                                   |        |

## 外部連結
- 王釧如在香港影庫上的簡介 （繁體中文）
- 王釧如在互联网电影资料库（IMDb）上的資料（英文）